# ميغيل أنخيل رياو
ميغيل أنخيل رياو (بالإسبانية: Miguel Ángel Riau) هو لاعب كرة قدم إسباني في مركز نصف الجناح، ولد في 27 يناير 1989 في لاردة في إسبانيا. لعب مع نادي ساباديل ونادي قرطاجنة.

## وصلات خارجية
- ميغيل أنخيل رياو على موقع قاعدة بيانات كرة القدم.إي يو (الإنجليزية)
- ميغيل أنخيل رياو على موقع Soccerway.com (الإنجليزية)
- ميغيل أنخيل رياو على موقع AS.com (الإسبانية)